# Hyllus walckenaeri
Hyllus walckenaeri là một loài nhện trong họ Salticidae.
Loài này thuộc chi Hyllus. Hyllus walckenaeri được White miêu tả năm 1846.